# Cody Ross
Cody Joseph Ross (* 23. Dezember 1980 in Portales, New Mexico) ist ein ehemaliger US-amerikanischer Baseballspieler in der Major League Baseball (MLB) auf den Position des Outfielders. 2010 gewann er mit den Florida Marlins die World Series.

## Karriere
Ross wurde in der vierten Runde des MLB Drafts 1999 von den Detroit Tigers gewählt und spielte bis 2003 in den Minor Leagues. In der Saison 2003 setzten die Tigers ihn in sechs Spielen ein und transferierten ihn nach Saisonschluss zu den Los Angeles Dodgers. Die Saison 2004 verbrachte Ross erneut in den Minor Leagues. Auch 2005 wurde er ganz überwiegend beim Triple-A-Team der Dodgers, den Las Vegas 51s eingesetzt, hatte aber im Juni und Juli auch einige Spiele in der MLB.
Am Anfang der Saison 2006 wurde Ross von den Dodgers zu den Cincinnati Reds transferiert, die ihn wiederum Ende Mai 2006 an die Florida Marlins verkauften. Hier spielte er bis in die Saison 2010 hinein im Outfield. Am 21. August erwarben die San Francisco Giants Ross, um zu verhindern, dass er zum Divisionskonkurrenten San Diego Padres geht. Sie setzten ihn in 33 Spielen der regulären Saison ein. Bei den Giants hatte er einen Batting Average von .288 mit drei Home Runs und gewann mit dem Team die National League West. In der Division Series gegen die Atlanta Braves startete Ross in allen vier Spielen. Ein Home Run im entscheidenden vierten Spiel brachte den Ausgleich, ein weiterer Hit sorgte für zwei Runs der Giants und sicherte den Einzug in die Championship Series. Schon im ersten Spiel dieser Serie gegen die Philadelphia Phillies schlug er zwei Home Runs. In der Serie hatte er einen Batting Average von .350 mit drei Home Runs, drei Doubles und fünf RBIs. Aufgrund seiner sehr guten Leistungen wurde er nach dem Gewinn der Serie in Spiel 6 als wertvollster Spieler ausgezeichnet. Cody Ross unterzeichnete am 23. Januar 2012 bei den Boston Red Sox einen Ein-Jahres-Vertrag. Am 14. April 2012 sein erster Homerun an neuer Wirkungsstätte.
Am 22. Dezember 2012 unterschrieb Ross einen Drei-Jahres-Vertrag bei den Arizona Diamondbacks. Im ersten Aufeinandertreffen der Boston Red Sox und Arizona Diamondbacks am 2. August 2013 im Fenway Park in Boston erzielte Ross den entscheidenden Run.
Die Diamondbacks lösten den Vertrag mit dem in den letzten zwei Jahren durch Verletzungen arg gebeutelten dadurch schwachen Ross im April 2015 auf, obwohl sie trotzdem noch eine Summe von insgesamt 9,5 Millionen US-Dollar zahlen müssen. Kurz darauf unterzeichnete er einen Vertrag bei den Oakland Athletics die ihn am 3. Mai allerdings ebenfalls wieder entließen. Ross plant seine Karriere an anderer Stelle fortzusetzen.

## Privatleben
Ross ist verheiratet und hat mit seiner Frau Summer einen Sohn und eine Tochter.